# ساکسیتوکسین
ساکسیتوکسین (به انگلیسی: Saxitoxin) یک ترکیب شیمیایی با شناسه پاب‌کم ۳۷۱۶۵ است. که جرم مولی آن ۲۹۹٫۲۹ g/mol می‌باشد. 